# 全国青少年指導者

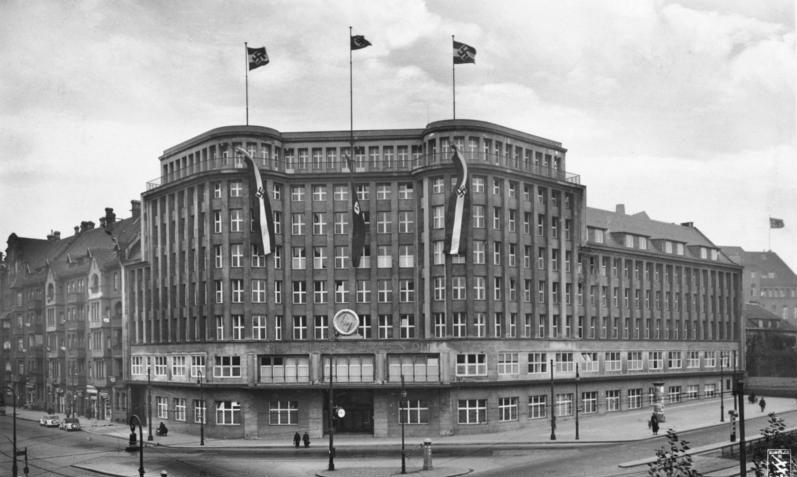
「アーリア化された」ヨナス百貨店に置かれた全国青少年指導部。トーア通りとプレンツラウアー・アレーの角にあった。1933年。

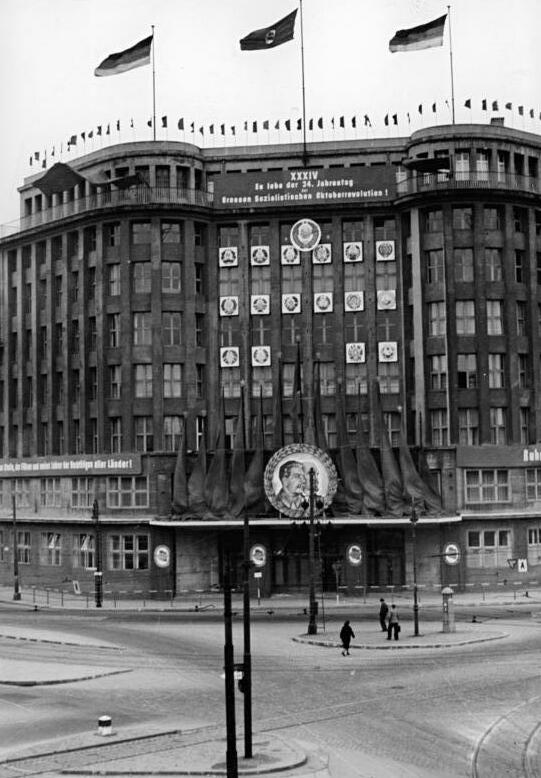
戦後、ドイツ社会主義統一党は旧全国青少年指導部庁舎に1959年まで党本部を置いた。

全国青少年指導者または青少年全国指導者（独: Reichsjugendführer）は、国家社会主義ドイツ労働者党（ナチ党）の最高指導部である全国指導部の役職の一つで、青少年の思想教育を担当した。ナチ党は1933年3月に政権を掌握したが、全国青少年指導者は青少年にナチ党の世界観に基づいた思想教育を施し、もってナチ党による支配を将来に渡って確実なものとすることを目的としていた。全国青少年指導者はヒトラーユーゲント（ユングフォルクおよびドイツ女子同盟を含む）の長であり、ナチ党が国家を指導するナチ体制においては、ナチ党の全国青少年指導者はすなわちドイツ国の全国青少年指導者であった。
初代全国青少年指導者はバルドゥール・フォン・シーラッハである。1940年8月8月にはシーラッハの副官であったアルトゥール・アクスマンが全国青少年指導者となった。

## 任務
全国青少年指導者の任務は、既存の青年団体の強制的同一化を図ること、ドイツの青少年の政治的・思想的教化を行って党にとって理想的な国家社会主義者を養成すること、さらにはナチ党の理想を逸脱する若者文化の管理・統制および抑圧を行うことであった。
権力を掌握したナチス政権は、ヒトラーユーゲント以外の青年団体を容認しなかった。これらの団体は、自発的にヒトラーユーゲントに参加するか、さもなければ解散させられた。こういった団体の中でも最大のものの一つがブント青年団である。これは、青年運動の影響を受けて設立された団体の総称として1920年代に現れた用語である。ブント青年団に参加した青少年のほとんどは中産階級の子弟であり、いずれの団体も自主・自律の精神を持ちハイキングやキャンプ、音楽制作、合唱などの共同活動に取り組む点で共通していた。特に主流となったのはワンダーフォーゲルとスカウト運動であった。こういった団体がいくつか集まって1927年にドイツ義勇団が結成され、さらに1933年初頭に他の青年団体と合併して大ドイツ・ブントとなることで解散を免れようとした。大ドイツ・ブントの一部はヒトラーユーゲントと協力することで組織の強化を目論んだが、ヒトラーユーゲントと競合する団体の排除を望む政権側には受け入れられなかった。
全国青少年指導部は、ヒトラーユーゲントを唯一の青年団体とすべく、1933年6月には大ドイツ・ブントを禁止した。それ以外のブント青年団の多くは苦難の道を歩むことになり、ヒトラーユーゲントがドイツ国における唯一の公式な青年団体となった1936年にはブント青年団のメンバーの多くがヒトラーユーゲントに移っていった。一方で、ヒトラーユーゲントは制服やテントを用いたキャンプなど、ブント青年団の様式をいくらか取り入れている。ヒトラーユーゲント以外でわずかながら活動が許されたのはカトリックあるいはプロテスタントの青年団だけであった。
ブント青年団に所属する青少年に対する抑圧を正当化するため、「共産主義者との協力」というレッテル張りが利用された。全国青少年指導部の官僚であったゲルハルト・メーグリンクは、ブント青年団を「ボリシェビズムの担い手」あるいは「ヒトラ―ユーゲントの最も辛辣な敵」と表現している。ヒトラーユーゲントが安定して団員を確保できるようになってからも、全国青少年指導部は「ブント＝共産主義者」というでっち上げを固守し、ナチズムへの迎合を拒んだ者への追及の手を緩めることはなかった。

## 党と国家の一体化
ドイツ国青少年指導者（Jugendführer des Deutschen Reiches）はベルリンに本部を置き、青少年政策を管掌するドイツ国内で最高位にして大臣とほぼ同格の官職であると同時にナチ党の党組織の一部であった。指導者原理に基づいて統制されており、1931年から党の全国青年指導者であったバルドゥール・フォン・シーラッハが1933年から1940年まで兼務した。1940年に長年シーラッハの副官を務めたヒトラー・ユーゲント団長アルトゥール・アクスマンに交代した。
党内では、全国青少年指導者はヒトラーユーゲントおよびドイツ女子同盟に登録された青少年の管理・育成ガイドラインについて責任を負っていた。ヒトラーユーゲントは当初は党の青年団であったが、1936年にドイツ国で唯一の公式な青年団としての地位を得た。それ以前から、全国青少年指導部はヒトラーユーゲントに対して学校教育と並行して厳格な服従教育、苛烈な規律、積極的な身体活動を課していた。
全国青少年指導部は、ガイドラインによりヒトラーユーゲントを警察に比肩する実力組織となり得るよう養成していたため、ヒトラーユーゲントによるパトロール活動は特に恐れられていた。

## 1945年以降
極右政党で1952年に非合法化されたドイツ社会主義帝国党の青年組織ドイチェ・ライヒスユーゲント（Deutcshe Reichsjugend）は、その理事会の役職名に全国青少年指導者という名称を用いていた。初代にして唯一の全国青少年指導者であったヴァルター・マッテイは、ナチズムを引き継ぐ意図からこの語を意識的に使用しており、ドイツ社会主義帝国党が非合法化されるとヴィーキング・ユーゲントを設立した。